# Dobki (województwo podlaskie)
Dobki – osada w Polsce położona w województwie podlaskim, w powiecie białostockim, w gminie Tykocin.
Pierwotnie zwana Dobkowo, gniazdo rodu Dobkowskich z ziemi bielskiej. Pierwszym wzmiankowanym dziedzicem Dobkowa był Piotr Dobek, który dokonał zamiany swojej części z  Pawłem Osieckim  w roku 1496. W Popisie Wojska Litewskiego z roku 1567 wymienieni są w Wojciech Janowicz z Dobkowa i dwóch włók Pajewa, Paweł Stanisławowicz, Wojciech Michałowicz, Andrzej Bagiński i Marcin Aleksandrowicz z Dobkowa.
W latach 1975–1998 miejscowość administracyjnie należała do województwa białostockiego.
Wierni kościoła rzymskokatolickiego należą do parafii Parafia Trójcy Przenajświętszej w Tykocinie.